# Aceratobasis
Aceratobasis – rodzaj ważek z rodziny łątkowatych (Coenagrionidae).
Należą tutaj następujące gatunki:
- Aceratobasis cornicauda
- Aceratobasis macilenta
- Aceratobasis mourei
- Aceratobasis nathaliae